# Òrbita de la Lluna
No confondre amb òrbita lunar en el sentit d'una òrbita selenocèntrica, aquest article tracta l'òrbita al voltant de la Lluna terrestre
| Propietat                                           | Valor                         |
| --------------------------------------------------- | ----------------------------- |
| Semieix major                                       | 384748 km                     |
| Distància mitjana                                   | 385000 km                     |
| Paral·laxi de si invers                             | 384400 km                     |
| Distància en el perigeu                             | ~362600 km (356400–370400 km) |
| Distància en l'apogeu                               | ~405400 km (404000–406700 km) |
| Excentricitat mitjana                               | 0,0549006 (0.026–0.077)       |
| Inclinació mitjana de l'òrbita a l'eclíptica        | 5,14° (4,99–5,30)             |
| Obliqüitat mitjana                                  | 6,58°                         |
| Inclinació de l'equador lunar per eclíptica mitjana | 1,543°                        |
| Període de precessió de nodes                       | 18,5996 anys                  |
| Període de recessió de la línia d'àpsides           | 8,8504 anys                   |

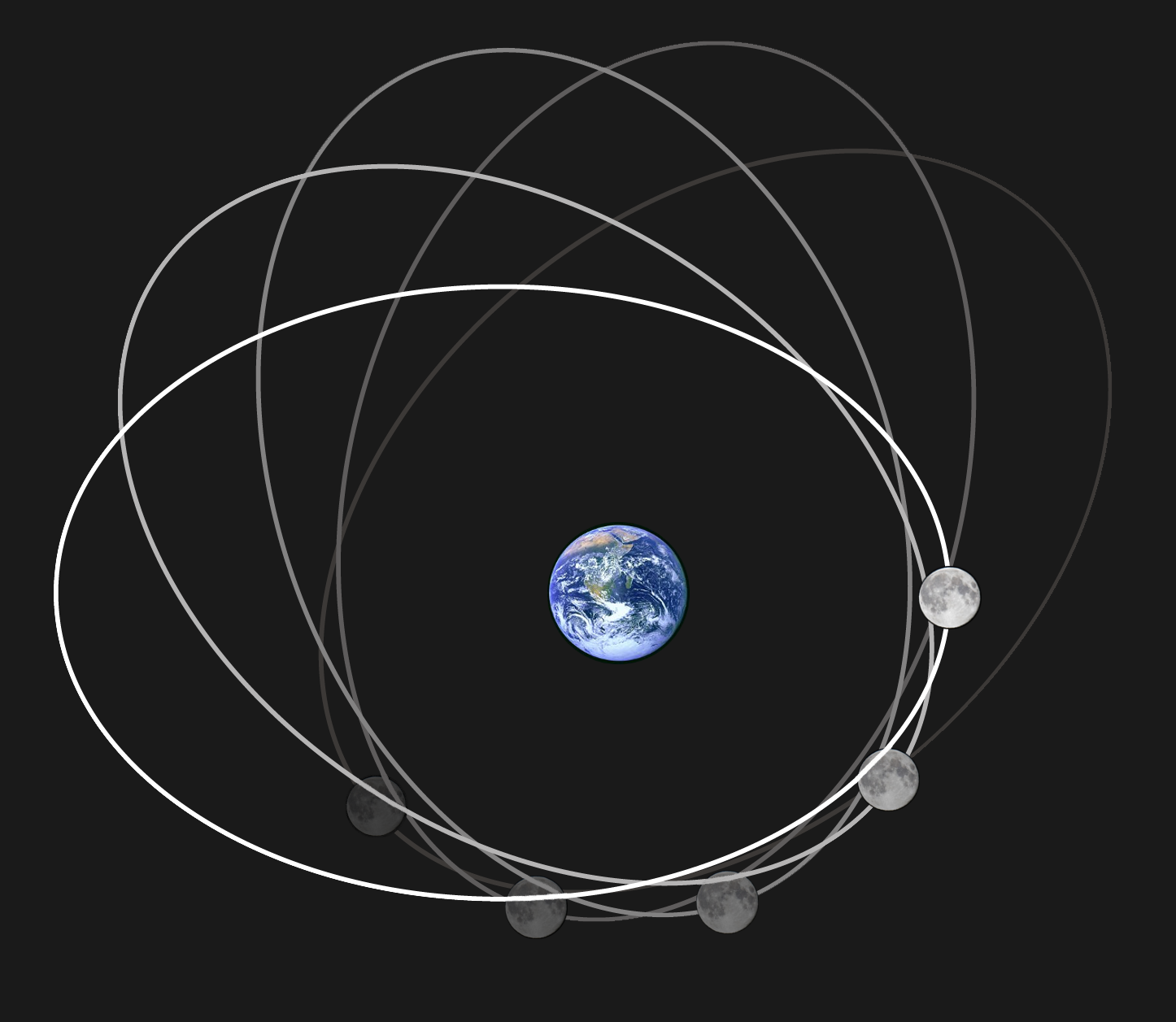
La precessió apsidal passa quan la direcció del sematge major de l'òrbita el·líptica de la Lluna gira, una vegada cada 8,85 anys, en la mateixa direcció que la rotació de la mateixa Lluna. Aquesta imatge mostra el pol sud geogràfic de la Terra i l'òrbita de la Lluna que va girant amb el temps (l'òrbita de la Lluna està molt exagerada en forma d'el·lipse respecte de la seva forma real, gairebé circular, per fer evident la precessió).

La Lluna completa la seva òrbita al voltant de la Terra en aproximadament 27,322 dies (un mes sideral). La Terra i la Lluna orbiten sobre el seu baricentre (centre de massa comú), que es troba a 4600 km del centre de la Terra (al voltant de tres quartes parts de radi de la Terra). De mitjana, la Lluna està a una distància de prop de 385000 km des del centre de la Terra, el que correspon al voltant de 60 radis de la Terra. Amb una velocitat mitjana orbital d'1,023 km/s, la Lluna es mou amb relació a l'estrella cada hora per una quantitat aproximadament igual al seu diàmetre angular, o al voltant de 0,5°. La Lluna es diferencia de la majoria de satèl·lits d'altres planetes en què la seva òrbita és a prop del pla de l'eclíptica, i no al pla equatorial de la Terra. El pla de l'òrbita lunar està inclinat respecte a l'eclíptica en aproximadament 5,1°, on l'eix de gir de la Lluna està inclinat només 1,5°.